# Muro pantalla
Un muro pantalla o pantalla de hormigón in situ es un tipo de pantalla, o estructura de contención flexible, empleado habitualmente en ingeniería civil y edificación.
A diferencia de las pantallas de paneles prefabricados de hormigón, este tipo de estructura se realiza en obra. Es decir, en lugar de recurrir a paneles prefabricados, los elementos estructurales de este tipo de pantalla se ejecutan vertiendo hormigón in situ.
Las dimensiones de los paneles que conforman los muros pantalla son entre 1,5 y 5 m de longitud, y 26 a 150 cm de espesor.
Cada elemento que conforma un muro pantalla trabaja independientemente, y entre ellos presentan juntas que han de ser estancas (evitar el paso de agua a través de las mismas). El cálculo de las pantallas se suele realizar suponiendo que es una viga empotrada que soporta el empuje de tierras.

## Proceso constructivo del muro pantalla

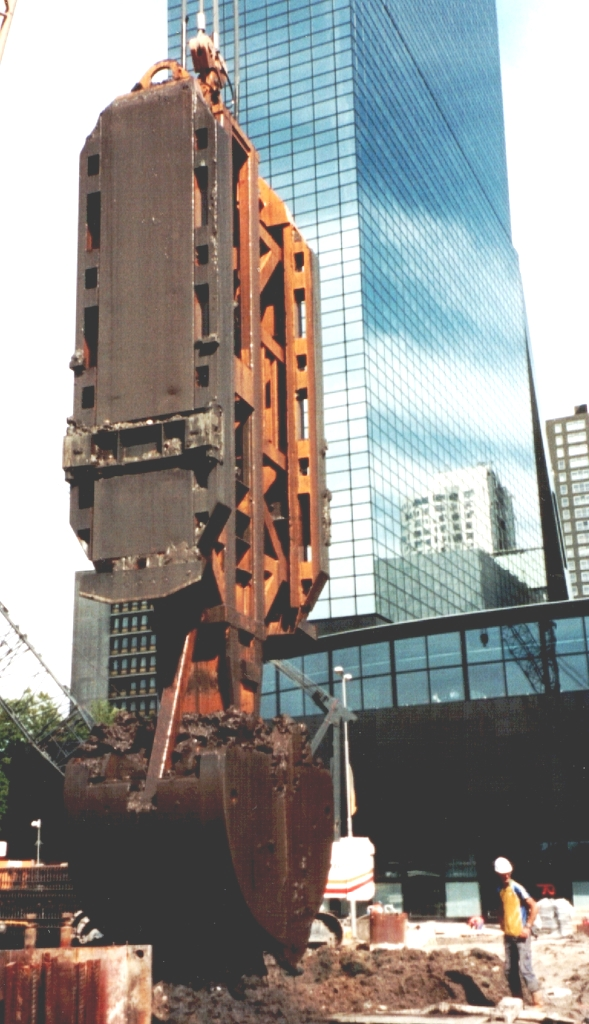
Cuchara bivalva para construir pantallas.

En general las pantallas suelen construirse por módulos (bataches, damas) de forma continua. La obra puede tener varios módulos de inicio, que serán continuados al día siguiente, y así hasta conseguir cerrar el perímetro. 
Hace años se ejecutaba de forma alterna y la forma más continuada posible. Es decir: si el muro pantalla va a constar de 8 paneles, se empezará por el 1.º, 3.º, 5.º y 8, y se procurará que cuando se esté excavando la 7.ª zanja, a la vez se estén colocando la armadura y las juntas en el 5.º, se esté hormigonando el 3.º, y se haya concluido el primer panel. Una vez concluida la primera tanda se procedería con las restantes, finalizando el muro. 

### Construcción del murete guía
El murete guía es un muro que se realiza a ambos lados de la zanja donde se construirá la pantalla. Suelen tener de dimensiones entre 70 y 100 cm de altura, y entre 10 y 50 cm de espesor, y en determinadas situaciones si es imperativo por la falta de espacio y si el tipo de pantalladora lo permite, puede eliminarse el murete guía exterior.
Las funciones del murete guía son:
- Guiar el útil de excavación (cuchara al cable o equipo hidráulico).
- Evitar la caída de terreno de la zona superior de la zanja por efecto del golpe del elemento excavador, y por ser una zona "descomprimida".
- Facilitar que el lodo bentonítico se mantenga aproximadamente al nivel de la superficie de trabajo, haciendo que la presión del lodo sea superior que la del posible nivel freático, y permitiendo, con ello, que el lodo actúe correctamente sobre las paredes de la zanja (una vez excavada).
- Servir de soporte a la armadura: la armadura de los paneles se colgará del murete guía.

### Excavación de la zanja

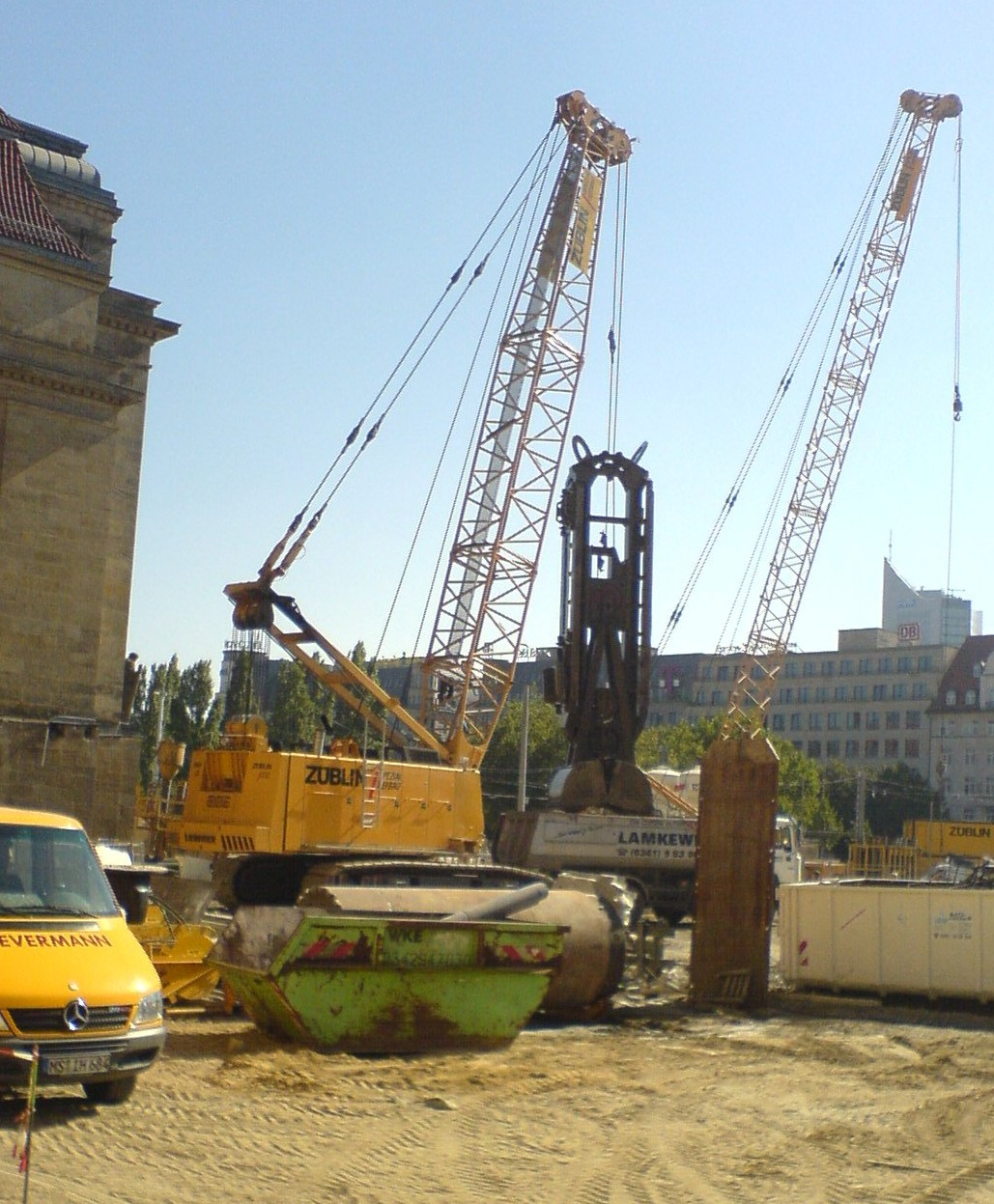
Excavadoras de pantallas.

La longitud de los paneles a excavar es, generalmente de entre 1,5 y 6 m. El orden de ejecución de los paneles depende del sistema de excavación y del tipo de pantalla, ya que pueden ejecutarse por el método primario-secundario (alterno) o continuo.
La excavación se puede realizar de tres formas:
1. Cuchara bivalva: Se emplea en terrenos que lo permitan (no demasiado duros). Dependiendo del fabricante, pueden llegarse a excavar terrenos que tengan una resistencia a compresión en torno a los 60 kg/cm2. Existe dos tipos: las pantalladoras al cable (son grúas de cadenas) Usadas generalmente en obra Civil y las pantalladoras por batilón (que son excavadoras de cadenas modificadas) usadas generalmente en edificación, por ser de menores dimensiones.
2. Trépano: Se emplea en terrenos excesivamente duros o en roca, que no pueden ser arrancados por la cuchara bivalva. El trépano es un elemento metálico, generalmente cilíndrico, de entre 2 y 3 m de altura, que pesa entre 3 y 10 t, y que se deja caer desde una altura de 1 a 3 m. Al caer, rompe el terreno del fondo de la zanja, que se extrae con la cuchara bivalva. Tiene como inconveniente que produce vibraciones elevadas. Esto convierte al trépano en un sistema de excavación prácticamente inviable en ciudades.
3. Hidrofresa: Es un elemento excavador con ruedas dentadas que giran en sentidos contrarios, arrancando el terreno. La elevada fricción que se produce en las ruedas dentadas, hace necesaria la refrigeración de las mismas, así como de la roca. Para ello se suele emplear como líquido refrigerante lodo bentonítico, que se inyecta mediante un dispositivo de la propia máquina. Los propios lodos se mezclan con los detritus de la excavación, gracias a lo cual se extraen del fondo de la zanja. Dado que los lodos bentoníticos se recirculan para permitir esta extracción, han de ser "reciclados", o limpiados, mediante la eliminación de los restos de terreno extraídos del fondo de la zanja. La hidrofresa, a pesar de ser el mejor sistema —pues apenas produce vibraciones y es el más rápido—, presenta el inconveniente de ser una máquina cara, por lo que suele elevar el coste de la construcción de la pantalla.
4. Fresadora de subsuelo: Es un nuevo sistema de perforación de la roca en el muro pantalla, variante de la hidrofresa. A diferencia de esta no requiere de lodos bentoniticos para la extracción de los detritus de la excavación y no necesita espacio de implantación, por lo que su uso es más económico. Este sistema es usado para la rotura de capas de roca o para el empotramiento del muro pantalla hasta los 20 m de profundidad y para espesores >35 cm en obras urbanas. No produce golpes y por tanto evita desprendimientos del terreno y vibraciones a las edificaciones colindantes.[2]

### Colocación de la armadura
La armadura ha de estar previamente montada y suele ser recomendable que también esté soldada. Para su colocación se eleva la armadura con una grúa, y se introduce en el panel. La armadura no puede apoyarse en el fondo de la zanja, dado que flectaría, y al entrar en contacto con las paredes de la excavación perdería el recubrimiento de hormigón lateral. Por ello ha de quedar colgada del murete guía, para lo que suele emplearse algún elemento metálico, y lateralmente se colocan separadores en la armadura para evitar el contacto con el terreno.

### Colocación de las juntas o encofrados laterales
Antes de hormigonar, se colocan unos encofrados laterales o juntas entre el panel excavado y el panel que se excavará más adelante.
La misión de estas juntas es crear un machihembrado entre las pantallas, crear una superficie limpia y ayudar al guiado de la bivalva en la pantalla siguiente. De no colocarse, habría irregularidades entre los paneles, que darían lugar a filtraciones que podrían resultar anti estéticas, o incluso peligrosas.
Estas juntas suelen ser tubos metálicos (juntas circulares) o semicirculares y en menor medida las juntas triangulares.
Las más usadas son circulares precisamente porque el agua debe recorrer una mayor distancia desde el trasdós al intradós del muro.
Por lo general las juntas circulares se suelen emplear para profundidades mayores de 15-20 metros ya que son fácilmente empalmables entre sí y son más rígidas para recibir el empuje del hormigón.
Las juntas semicirculares son empleadas en pantallas menores ofreciendo numerosas ventajas como la excavación del panel siguiente sin sacar la junta (Así no se contamina con lodos ni terreno excavado y evita entradas de agua en el interior del muro. También nos facilita la ejecución del muro exterior más delgado (y por consiguiente menos espacio perdido) ya que la junta puede ser extraída con los mismos equipos de excavación y no se necesita gatos hidráulicos que ejercerían la presión en el muro guía. Permite también, y esto es importante la excavación de los paneles en esquina en dos unidades en vez de en uno solo, en terrenos como arenas y gravas o disgregados grandes caídas del terreno.

### Hormigonado
Al hormigonar, la zanja está llena de lodo bentonítico.
Para evitar que el hormigón se contamine al mezclarse con estos, es necesario iniciar el proceso de hormigonado desde abajo hasta arriba, mediante un tubo llamado "tubo tremie pipe". Como la densidad del hormigón es superior a la de los lodos bentoníticos, quedará por debajo del lodo, y éstos se pueden ir extrayendo en superficie.
Una vez que concluye el hormigonado, la parte superior del hormigón está contaminada por los lodos. Por lo tanto, habrá que seguir hormigonando hasta que rebose, extrayendo la parte contaminada de hormigón.

### Construcción de la viga de coronación
Una vez realizados todos los paneles se construye la viga de coronación, consistente en una viga de hormigón que une la parte superior de todos los paneles.
Pero antes de ejecutarla se debe sanear el hormigón de la cabeza en los paneles o pantallas que pudiera estar contaminado por los lodos bentoníticos.
La viga de coronación tiene la misión:
1. Hacer que todos los paneles trabajen conjunta o solidariamente.
2. Servir de conexión entre el muro pantalla y el forjado.

### Excavación y fresado del recinto interior

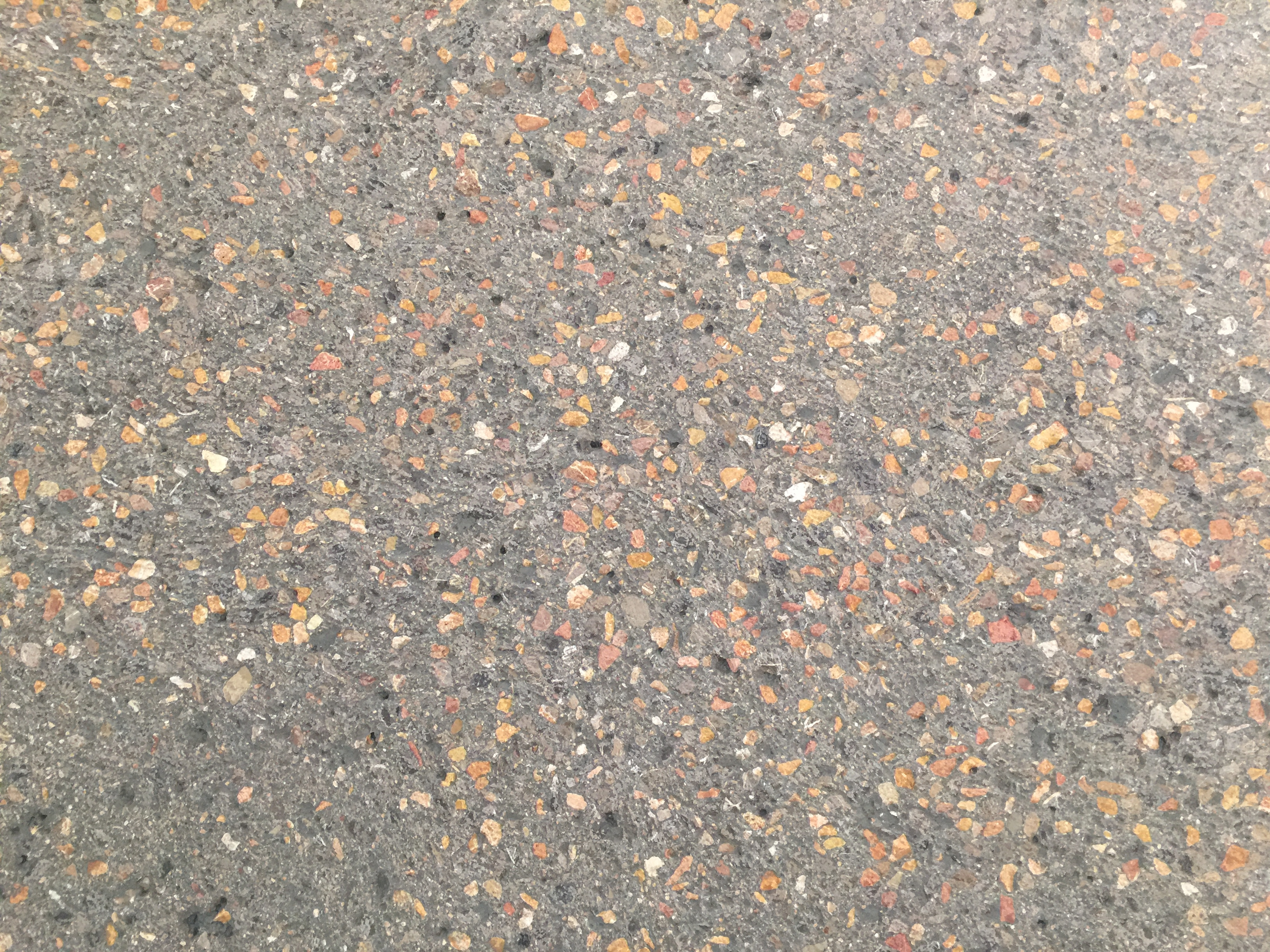
Fresado fino

Una vez realizadas todas las operaciones previas, puede procederse a la excavación del recinto (generalmente interior) del muro pantalla.
Si se ha previsto ejecutar elementos de soporte (anclajes o puntales), se van colocando a medida que se realiza la excavación.
Los muros pantalla son elementos de contención, por lo que necesitan de un tratamiento superficial para que puedan quedar vistos. Este proceso se denomina "fresado" y consiste en el desbaste del intradós del muro pantalla por medio de "fresadoras" (muelas circulares fresadoras provistas de picas de tungsteno) y que por lo general van acopladas a una excavadora como implemento . Mediante este proceso se le retira una capa contaminada con el propio terreno, lodos bentoníticos y bultos producidos por los desprendimientos. Este proceso le dará un mejor aspecto al muro pantalla y permite que puedan ser aplicados sistemas de impermeabilización. Existen tres tipos de acabados comerciales para el fresado de los muros pantalla: BASTO, RUGOSO Y FINO

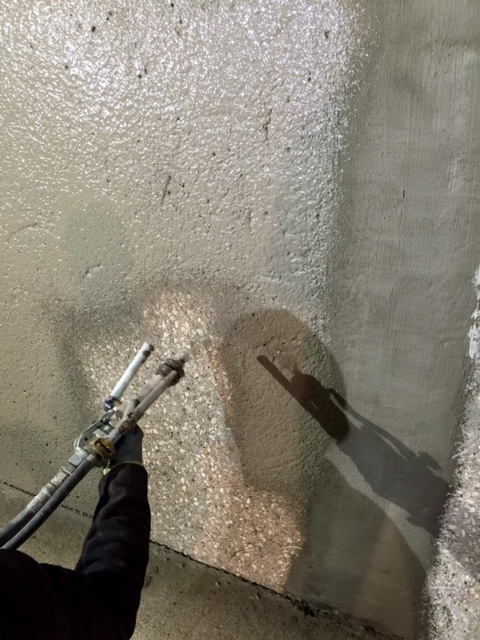

### Impermeabilización
Para una correcta impermeabilización de los muros pantalla: es recomendable el fresado de la cara interna expuesta al terreno. 
1. Fresado. Con ello conseguiremos limpiar los restos de lodos, tierra y lechada contaminados.
2. Limpieza con chorro de agua a presión. De esta manera se desprenderán del muro áridos, polvo y suciedad y abriremos el capilar del hormigón para una mejor adherencia del tratamiento impermeabilizante.
3. Reparación de las juntas entre pantallas. Se picará en forma de "V" las juntas entre pantallas y se saneará de hormigones disgregados y bolsas de lodo. Con mortero de fraguado rápido se sellarán las posibles vías de agua, y con morteros de reparación se rellenará hasta la superficie. También es conveniente la aplicación de morteros elásticos a modo de banda para evitar las pequeñas filtraciones.
4. Aplicación de morteros impermeabilizantes. De dos tipos, los que actúan por capilaridad y los de barrera.